# ADN ambiental

DNA ambiental (eDNA) é DNA que um organismo deixa para trás quando ele se move através de um ambiente.

 O ADN ambiental, ou eDNA (do inglês Environmental DNA) é o ADN obtido a partir de amostras ambientais, tais como solo, água  ou mesmo ar , se vale do princípio que todo organismo está constantemente perdendo material biológico para o ambiente, tais como células, fezes, muco, gâmetas, pedaços de pele, carcaças, pelos e outros tipos diferentes de fontes de informação genética. Este método tona a análise da diversidade mais eficaz e menos invasiva, uma que é possível avaliar a presença ou ausência de um organismo sem que haja a necessidade de captura-lo. Análises baseadas em DNA ambiental tem sido utilizadas como promissores, rápidos, seguros, sensíveis e, considerando alguns fatores de trabalhos de larga escala, econômico para detectar e estudar espécies raras. Com o eDNA, é possível identificar a riqueza e abundância populacional estimada da ictiofauna.

## História
Um estudo de 2015 do monitor de ar para patógenos encontrou traços de eDNA de muitos tipos de vertebrados e artrópodes. Mas não era óbvio o quão útil a técnica seria, e não está claro como os animais terrestres eliminam células que flutuam.  Pela primeira vez, em 2019, os pesquisadores usaram o método baseado em genômica para detectar a presença simultânea de centenas de organismos em um riacho. Os colaboradores extraíram material genético de uma variedade de matéria física deixada em um córrego por uma ampla gama de organismos - de peixes a moscas - incluindo células da pele e excrementos. Usando este método, eles também detectaram espécies microscópicas. Em dezembro de 2020, os cientistas instalaram bombas de vácuo com filtros em 20 locais de um zoológico. Depois de sequenciar o eDNA, eles compararam os fragmentos a sequências conhecidas em um banco de dados e identificaram 17 espécies mantidas no zoológico e outras que viviam perto e ao redor dele, como ouriços e veados. Algum DNA de animal do zoológico foi encontrado a quase 300 metros dos recintos dos animais.

## Coleta de amostras
O eDNA precisa ser amostrado de uma maneira que foi testada e considerada eficaz e, como cópias únicas do DNA alvo são detectadas de forma confiável, procedimentos rigorosos devem ser projetados para evitar a contaminação da amostra.

## Ligação externa
- Wiley Online Library